# Corps Législatif

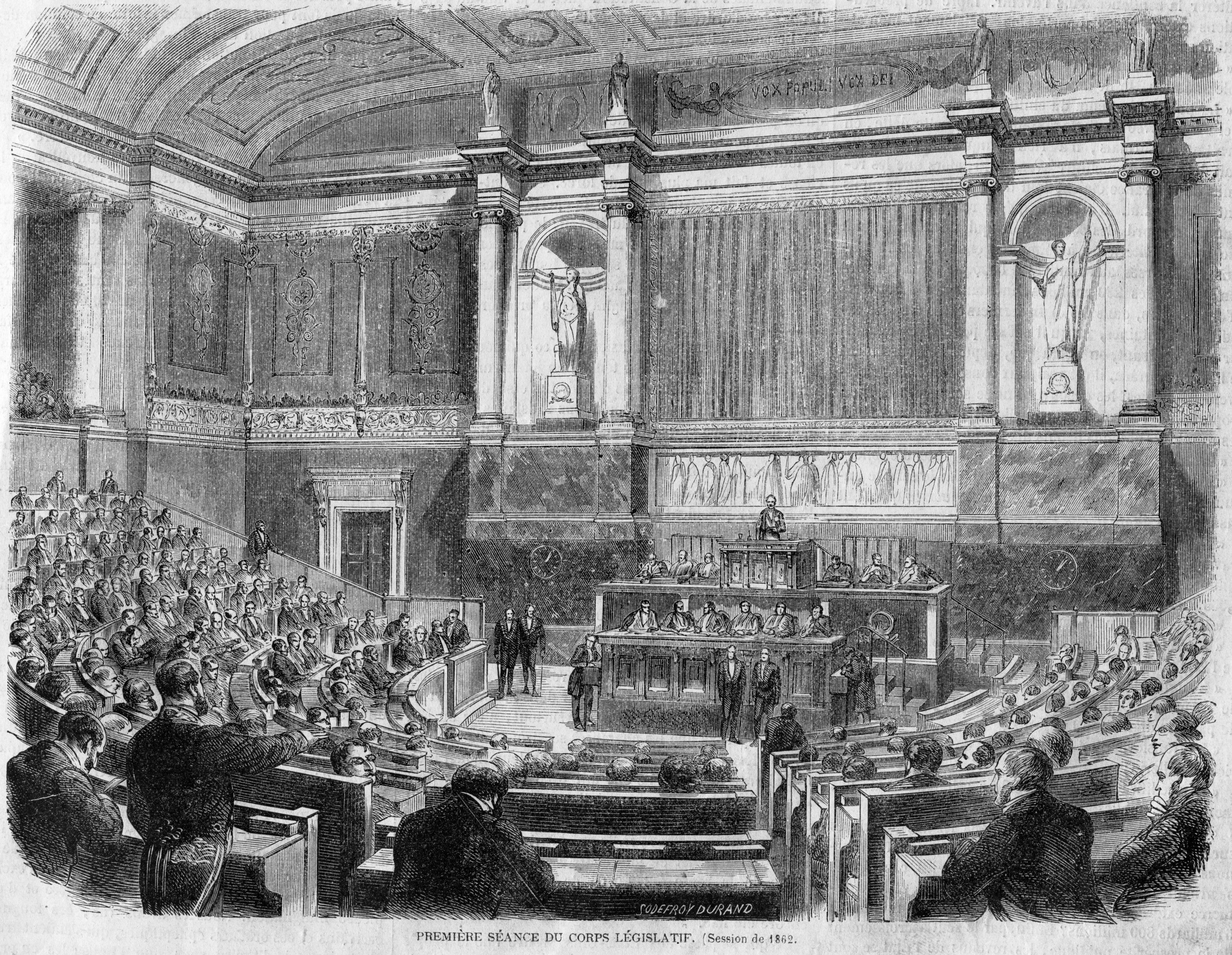
Primera sessió de Corps législatif, sessió de 1862, L'Illustration, febrer de 1862

El Corps législatif (cos legislatiu) era una assemblea legislativa francesa instituïda per la constitució del 14 de gener de 1852. Els seus membres eren elegits per a un mandat de sis anys per sufragi universal directe majoritari uninominal de dues voltes. Les eleccions van tenir lloc al febrer de 1852, al juny de 1857, el 31 de maig de 1863 i el maig de 1869.
Fins al 1869 el president i els vicepresidents eren nomenats d'entre els seus membres per l'emperador i el període ordinari de sessions era limitat a tres mesos.
Davant d'un executiu omnipotent - rls ministres nomenats per l'emperador Napoleó III només responien davant d'ell - el Corps législatif elegit compartia els poders reduïts amb el Consell d'Estat, compost per funcionaris, i el Senat, els membres del qual eren vitalicis.